# سیارک ۲۰۴۸۵۲
سیارک ۲۰۴۸۵۲ (به انگلیسی: 204852 Frankfurt، نامگذاری:2007RH133) دویست و چهار هزار و هشتصد و پنجاه و دومین سیارک کشف شده‌است که در ۱۵ سپتامبر ۲۰۰۷ کشف شد.